# Дистрикт Белосток
Округ Белосток (нем. Bezirk Bialystok) — территориально-административная единица нацистской Германии, созданная в 1941 году на территории оккупированной в ходе Второй мировой войны Белорусской ССР. Округ был расположен к юго-востоку от провинции Восточная Пруссия и включал территорию Белостокской области. Находился до 1945 года под немецким гражданским управлением, однако формально не был включён в состав Германского рейха. После окончания войны территория региона была разделена между Польшей и Белорусской ССР. Площадь округа составляла 31 426 км².

## История
Территории Белостокской области являлись в 1941 году частью Белорусской ССР, входившей в СССР. Эти территории были присоединены к БССР по итогам польского похода РККА 1939 года, как часть западной Белоруссии.
Нацистская Германия планировала включить эти земли в свой состав, опираясь на исторические претензии Пруссии, вытекающие из условий, установленных договорами между Пруссией, Россией и Австрийской империей согласно третьему разделу Польши, которая передала Белосток Пруссии. С 1795 по 1806 г. данная территория входила в состав Новой Восточной Пруссии. Однако уже в 1807 году эти территории были присоединены к Российской империи (Белостокская земля). Эта территория оставалась под властью России до 1915 года (де-юре до 1918 г., но с 1915 г. находился под немецкой оккупацией), а в 1918/1919 году она была вновь присоединена к Польше.
После нападения нацистской Германии на СССР 22 июня 1941 года эти пограничные территории одними из первых были захвачены германским вермахтом. Специальный Белостокский округ был создан 22 июля 1941 г. в связи с образованием на Белосточчине немецкой гражданской администрации. Она заменила военные оккупационные власти, действовавшие на этой территории с момента захвата. Во главе администрации стояли гауляйтеры в окружении эсэсовцев Восточной Пруссии.
После начала операции «Барбаросса» в округе Белосток было истреблено 379 человек, а также уничтожено 30 деревень и сожжено 640 домов и 1385 промышленных зданий с целью устрашения
Первый указ по реализации планов гражданской администрации в этих вновь оккупированных восточных территориях был выпущен 17 июля 1941 года. Границы этой области лежали к юго-востоку от выступа Восточной Пруссии недалеко от треугольника Сувалки, следуя мимо реки Неман и городов Западной Белоруссии, за исключением Гродно, в том числе и Пружанского района, но также и Буга, расположенных к западу от Брестского района, а затем проходящих мимо границ Генерал-губернаторства и Восточной Пруссии.
С момента создания округа в июле 1941 года велась усиленная германизация населения. 1 августа 1941 года территория округа была выведена из под управления немецкой армией и перешла гражданской администрации, главой гражданской администрации стал обер-президент Восточной Пруссии.
После начала операции «Багратион» в конце июня 1944 года фронт быстро отодвигался к восточным границам Рейха, и уже 16 июля того же года войска 2-го Белорусского фронта вступили на территорию Белостокского округа и фактически первыми достигли границ Германии.
Полностью бывшая территория округа была освобождена к августу 1944 года. В результате военной операции округ фактически прекратил существование.

## Административная структура
Специальный Белостокский округ был разделён на восемь окружных административных единиц, называемых «районами военного управления» (нем. kreiskommissariate, пол. komisariatów powiatowych):
- Белостокский (окружной комиссариат Николаус);
- Бельск-Подляский (окружной комиссариат Тубенталь);
- Граевский (окружной комиссариат Пяхор, затем Книспель);
- Гродненский (окружной комиссариат Плёц);
- Ломжинский (окружной комиссариат Гребен);
- Сокольский (окружной комиссариат Зайлер);
- Волковыскский (окружной комиссариат Пфайфер);
- город Белосток (окружной комиссариат Белосток).

1 августа 1941 г. Эрих Кох был назначен «гражданским комиссаром» (нем. Zivilkommissar), а затем являлся главой гражданской администрации (нем. Chef der Zivilverwaltung) округа Белосток до 27 июля 1944 года. В этот период он был гауляйтером Восточной Пруссии и рейхскомиссаром Украины. На практике его функции выполнял его постоянный заместитель; с 15 августа 1941 до 31 января 1942 это был руководитель отделения НСДАП в Кёнигсберге Вальдемар Магуния, c 1 февраля 1942 до 27 июля 1944 — Фридрихом де Брихом, также являвшийся ландратом, (главой района; (нем. Landratsamt) в Тильзите.
Однако округ Белосток не был непосредственно включён в Восточную Пруссию, хотя, вероятно, должен был стать её частью в будущем. 16 июля 1941 г. Гитлер на тайной конференции с участием Герингa, Кейтеля, Ламмерса и Альфреда Розенберга пообещал включить данный округ в состав Германии. Единственным реальным отличием была граница между ними. Чтобы пересечь её, необходимо было получить соответствующее разрешение. Границы таможенного контроля были сняты в ноябре 1941 года.

## Демография
В момент образования округ Белосток имел население в 1 383 000 жителей. По одной из оценок, из них 980 000 были поляками, 200 000 — белорусами, 120 000 — евреями, 80 000 — украинцами и 3000 — немцами. Соотношение численности польского и восточнославянского населения является спорным вопросом, немалое количество людей идентифицировавших себя как поляки, в быту говорили на белорусских или североукраинских диалектах (в основном в восточной половине округа). В конфессиональном плане население округа делилось на римо-католиков, православных, иудеев и протестантов.

## Погром в Едвабне
В период между захватом области вермахтом и образованием гражданской администрации в местечке Едвабне Белостокской области БССР местные жители-поляки совершили массовое убийство своих соседей-евреев (погром в Едвабне). В ходе погрома было убито, по разным оценкам, от 340—350 до 1600 человек, часть из них сожжена заживо. Дальнейшие расследования, предпринятые в Польше, показали, что Едвабне не было единичным случаем. В 2001 году президент Польши Александр Квасьневский официально принёс извинение еврейскому народу за это преступление.